# Islam in Benin

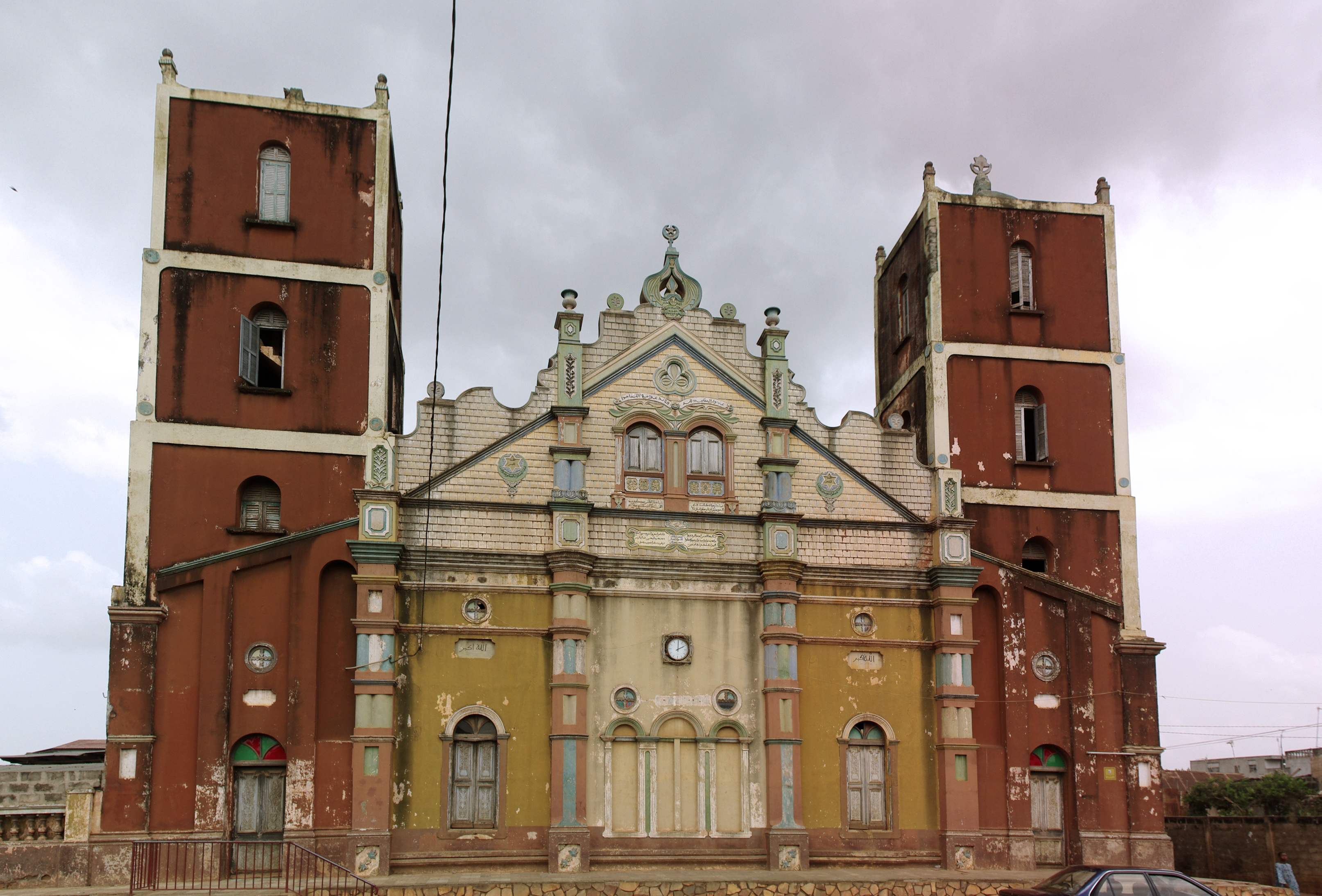
De grootste moskee in Porto-Novo, Benin

De islam in Benin wordt volgens de nationale volkstelling van 2013 gepraktiseerd door 27,7% van de bevolking. In 2002 werden er 1.652.953 moslims geteld, oftewel 24,4% van de bevolking van Benin. Tussen 2002 en 2013 is het percentage moslims in 11 van de twaalf departementen van Benin toegenomen. Drie van de twaalf departementen hebben een moslimmeerderheid. In Ouémé bleef het percentage moslims - 12,1% - onveranderd tussen 2002 en 2013.
| Verspreiding van de moslims in Benin volgens de volkstelling van 2002 en 2013 | Verspreiding van de moslims in Benin volgens de volkstelling van 2002 en 2013 | Verspreiding van de moslims in Benin volgens de volkstelling van 2002 en 2013 |
| Departement                                                                   | Percentage in 2002                                                            | Percentage in 2013                                                            |
| ----------------------------------------------------------------------------- | ----------------------------------------------------------------------------- | ----------------------------------------------------------------------------- |
| Alibori                                                                       | 77,0%                                                                         | 81,3%                                                                         |
| Atacora                                                                       | 23,9%                                                                         | 26,9%                                                                         |
| Atlantique                                                                    | 3,5%                                                                          | 4,4%                                                                          |
| Borgou                                                                        | 66,3%                                                                         | 69,8%                                                                         |
| Collines                                                                      | 14,1%                                                                         | 16,3%                                                                         |
| Couffo                                                                        | 0,7%                                                                          | 0,9%                                                                          |
| Donga                                                                         | 72,9%                                                                         | 77,9%                                                                         |
| Littoral                                                                      | 14,2%                                                                         | 16,9%                                                                         |
| Mono                                                                          | 1,3%                                                                          | 1,5%                                                                          |
| Ouémé                                                                         | 12,1%                                                                         | 12,1%                                                                         |
| Plateau                                                                       | 17,8%                                                                         | 18,6%                                                                         |
| Zou                                                                           | 2,8%                                                                          | 3,5%                                                                          |
| Benin                                                                         | 24,4%                                                                         | 27,7%                                                                         |